# Bernhard F. Schmidt
Pour les articles homonymes, voir Schmidt et Bernhard Schmidt.
Bernhard F. Carl Schmidt (né le 19 mai 1904 à Stralsund, mort le 18 novembre 1962) est un producteur allemand de cinéma.

## Biographie
Schmidt suit un apprentissage commercial après le Gymnasium puis exerce cette profession. Il prend contact avec l'industrie cinématographique et est nommé par National-Film comme son directeur international. Schmidt commence à travailler comme directeur de production et devient directeur général d'Euphono-Film, la société de Franz Vogel.
Alors qu'il est directeur adjoint de la production de Tobis-Filmkunst, Schmidt a son propre groupe de production en 1942, avec lequel il produit quatre films à la fin de la Seconde Guerre mondiale en 1945. Après la guerre, Schmidt fonde sa propre société de production, Delos-Film, avec laquelle il produit une série d'adaptations de contes de fées en 1954 et 1955. L'entreprise cesse sa production fin 1956.

## Filmographie
- 1943 : Lache Bajazzo
- 1942 : Ein schöner Tag
- 1944 : Der Mann, dem man den Namen stahl (de)
- 1945 : Meine Herren Söhne (de)
- 1954 : König Drosselbart (de)
- 1954 : Zehn kleine Negerlein
- 1954 : Der Froschkönig (de)
- 1955 : Docteurs et infirmières
- 1955 : Roman d'une adolescente (Roman einer Siebzehnjährigen)
- 1956 : … wie einst Lilli Marleen
- 1956 : La Nuit de la Saint-Jean (Johannisnacht) de Harald Reinl
- 1957 : Jede Nacht in einem anderen Bett (de)